# 岩井淳 (歴史学者)
岩井 淳（いわい じゅん、1956年 - ）は、日本の歴史学者。専門は西洋史、イギリス近世・近代史。静岡大学名誉教授。

## 経歴
1956年、岐阜県生まれ。1980年、静岡大学人文学部卒業。1990年、東京都立大学大学院人文科学研究科博士課程単位取得退学。
1990年、静岡大学人文学部助教授。以後32年間、同大学にて勤務。2012年、改組により静岡大学人文社会科学部教授。2016年、論文「ピューリタン革命の世界史：国際関係のなかの千年王国論」にて、首都大学東京より博士（史学）の学位を取得。
2022年3月、定年退職。
2023年3月21日開催の退職記念シンポジウムでは、主な研究テーマとして「千年王国」、「複合国家」というキーワード、及び（高大連携を含む）歴史教育の三点が挙げられている。

## 著作

### 単著
- 『千年王国を夢見た革命：17世紀英米のピューリタン』講談社選書メチエ、1995年。ISBN 978-4-06-258051-9
- 『ピューリタン革命と複合国家』山川出版社〈世界史リブレット〉、2010年。ISBN 978-4-634-34953-7
- 『ピューリタン革命の世界史：国際関係のなかの千年王国論』ミネルヴァ書房〈西洋史ライブラリー〉、2015年。ISBN 978-4-623-07277-4
- 『ヨーロッパ近世史』筑摩書房〈ちくま新書〉、2024年8月。ISBN 978-4-480-07637-3

### 編著
- 『複合国家イギリスの宗教と社会：ブリテン国家の創出』ミネルヴァ書房、2012年。ISBN 978-4-623-06299-7

### 共編著
- 岩井淳・大西晴樹『イギリス革命論の軌跡：ヒルとトレヴァ＝ローパー』蒼天社出版、2005年。ISBN 978-4-901916-05-9
- 岩井淳・竹澤祐丈『ヨーロッパ複合国家論の可能性：歴史学と思想史の対話』ミネルヴァ書房、2021年。ISBN 978-4-623-09060-0

### 共編
- 岩井淳・指昭博『イギリス史の新潮流：修正主義の近世史』彩流社、2000年。ISBN 978-4-88202-671-6
- 岩井淳・山﨑耕一『比較革命史の新地平：イギリス革命・フランス革命・明治維新』山川出版社、2022年。ISBN 978-4-634-67254-3
- 岩井淳・道重一郎『複合国家イギリスの地域と紐帯』刀水書房、2022年。ISBN 978-4-88708-476-6

### 共訳
- リチャード・キレーン『図説スコットランドの歴史』（岩井淳・井藤早織訳）彩流社、2002年。ISBN 978-4-88202-772-0
- デイヴィッド・キャナダイン編著『いま歴史とは何か』（平田雅博・岩井淳・菅原秀二・細川道久訳）ミネルヴァ書房、2005年。ISBN 978-4-623-04370-5
- デイヴィッド・アーミテイジ『帝国の誕生：ブリテン帝国のイデオロギー的起源』（平田雅博・岩井淳・大西晴樹・井藤早織訳）日本経済評論社、2005年。ISBN 978-4-8188-1763-0
- デイヴィッド・アーミテイジ『独立宣言の世界史』（平田雅博・岩井淳・菅原秀二・細川道久訳）ミネルヴァ書房、2012年。ISBN 978-4-623-06207-2